# Abella de la Conca
Abella de la Conca ist eine katalanische Gemeinde (municipio) mit 158 Einwohnern (Stand: 2024) in der Provinz Lleida im Nordosten Spaniens. Sie liegt in der Comarca Noguera.
Neben dem namensgebenden Hauptort Abella de la Cuenca besteht die Gemeinde aus den Ortschaften Boíxols und La Rua sowie aus den Wüstungen Carreu und La Torra.

## Geographische Lage
Abella de la Conca liegt etwa 60 Kilometer nordnordöstlich von Lleida in einer Höhe von ca. 955 m.

## Bevölkerungsentwicklung
| Jahr      | 1970 | 1981 | 1991 | 2001 | 2011 | 2021 |
| Einwohner | 275  | 184  | 164  | 191  | 181  | 171  |

## Sehenswürdigkeiten

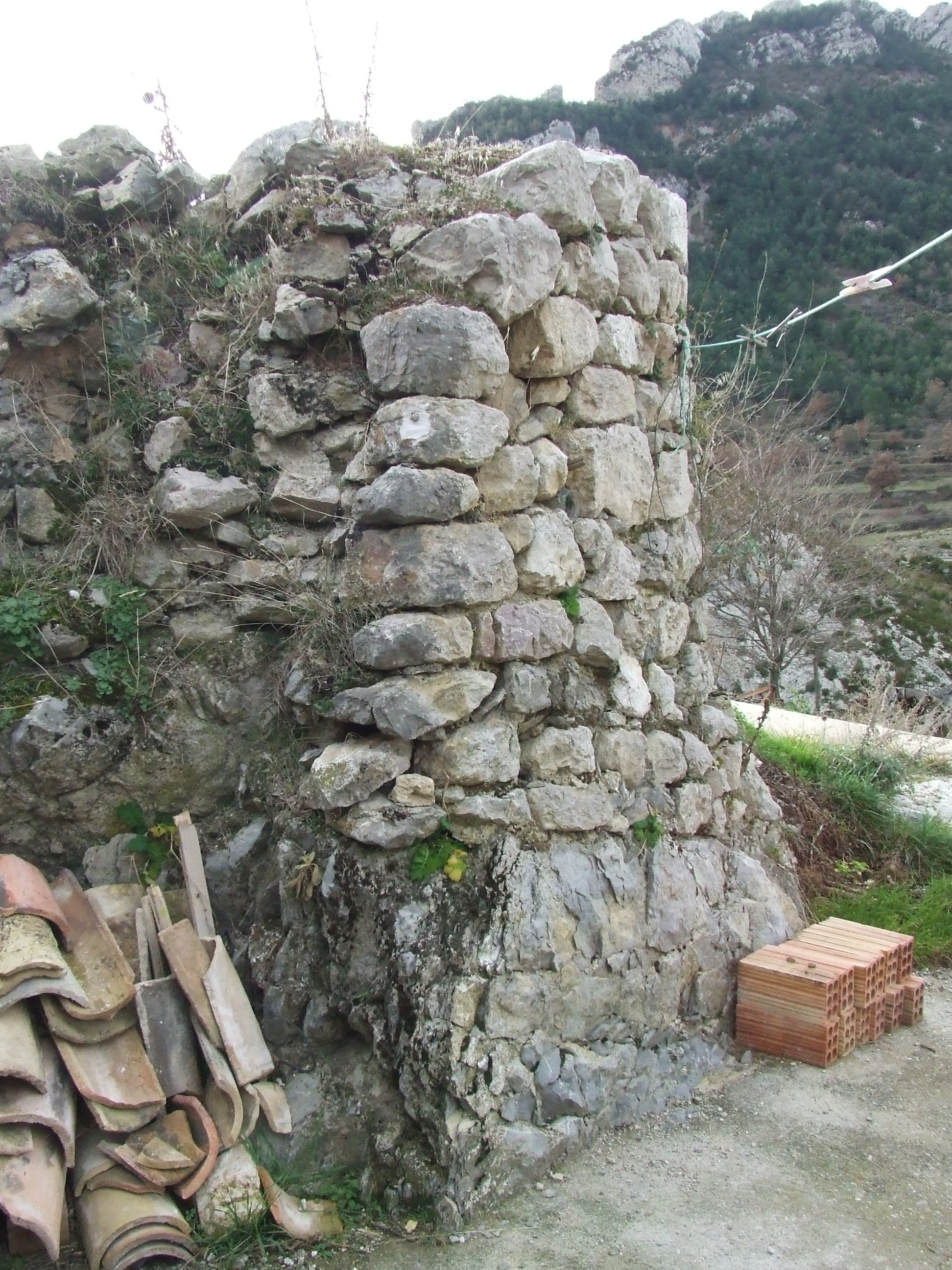
Burgruine von Boixols
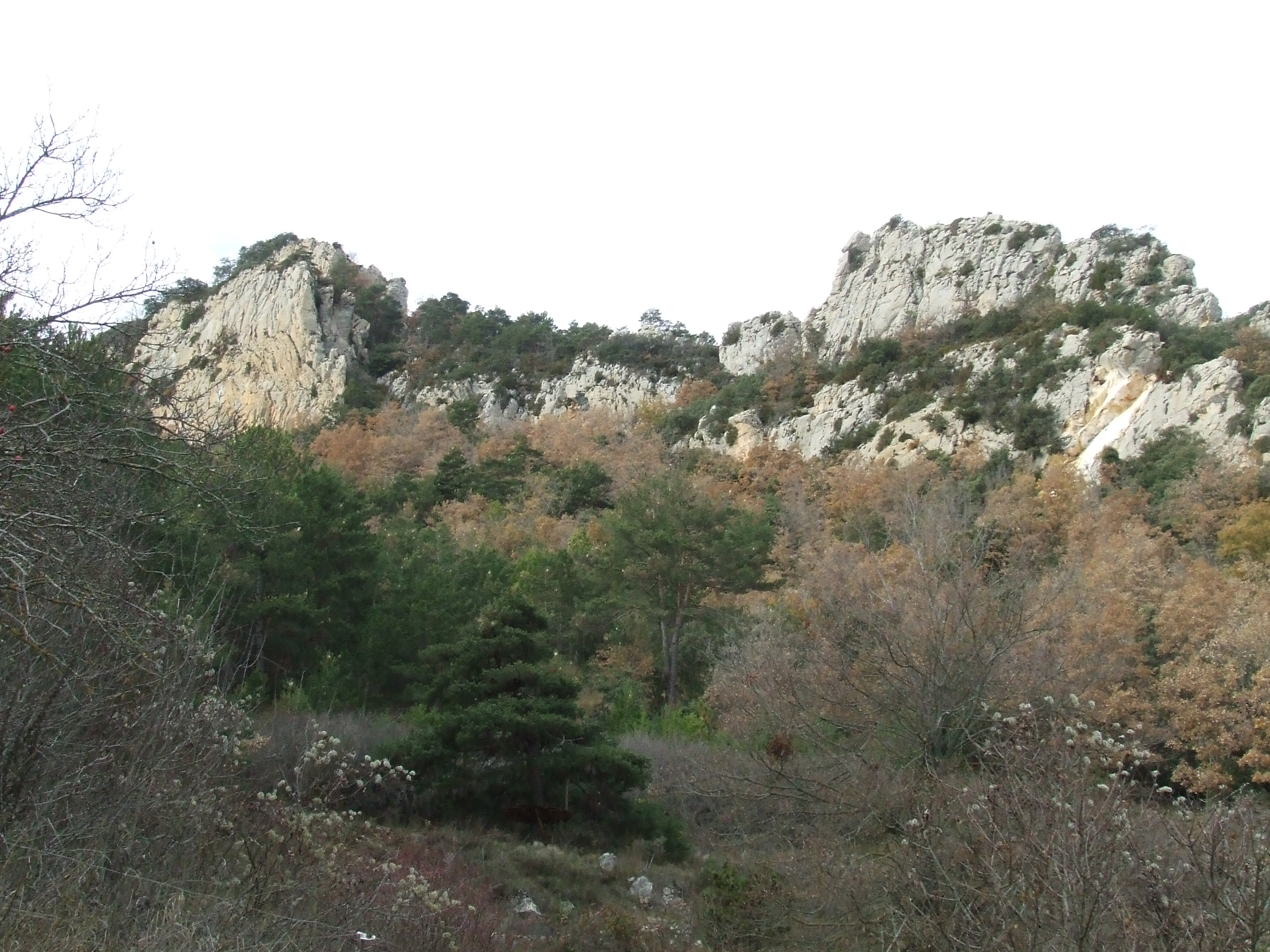
Burgreste von Faidella
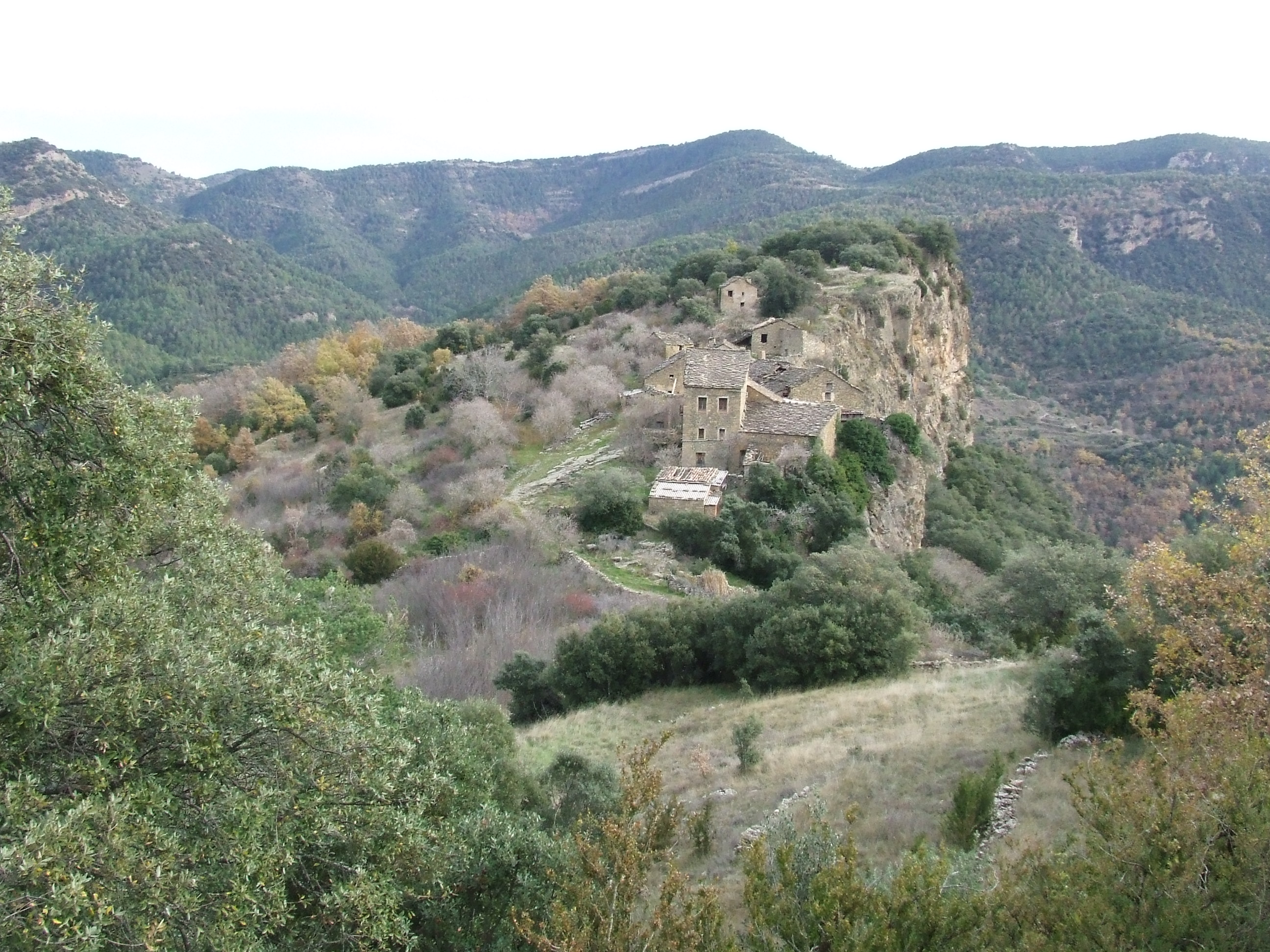
Burgruine von La Rua
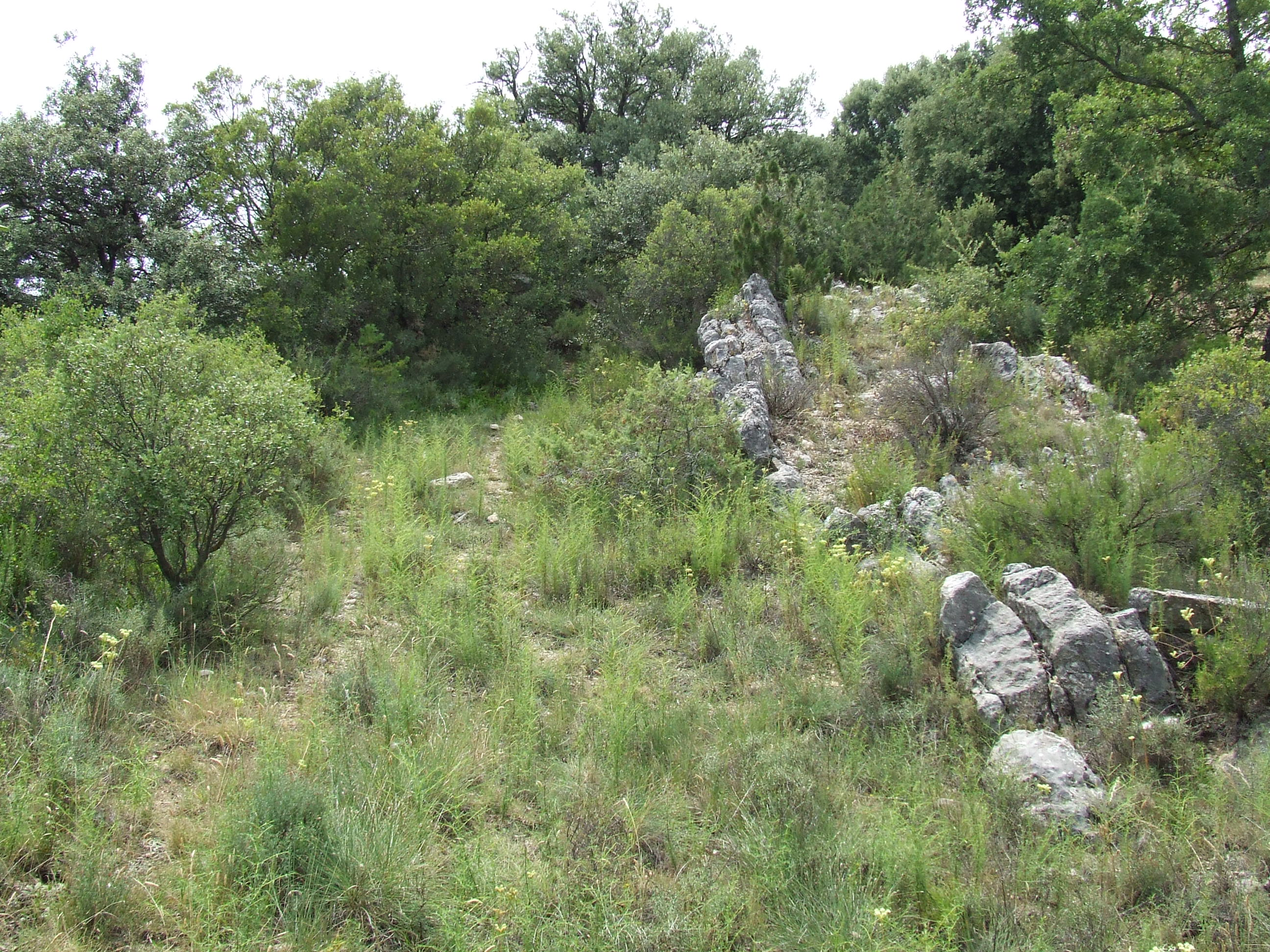
Burgruine von Sant Agustí
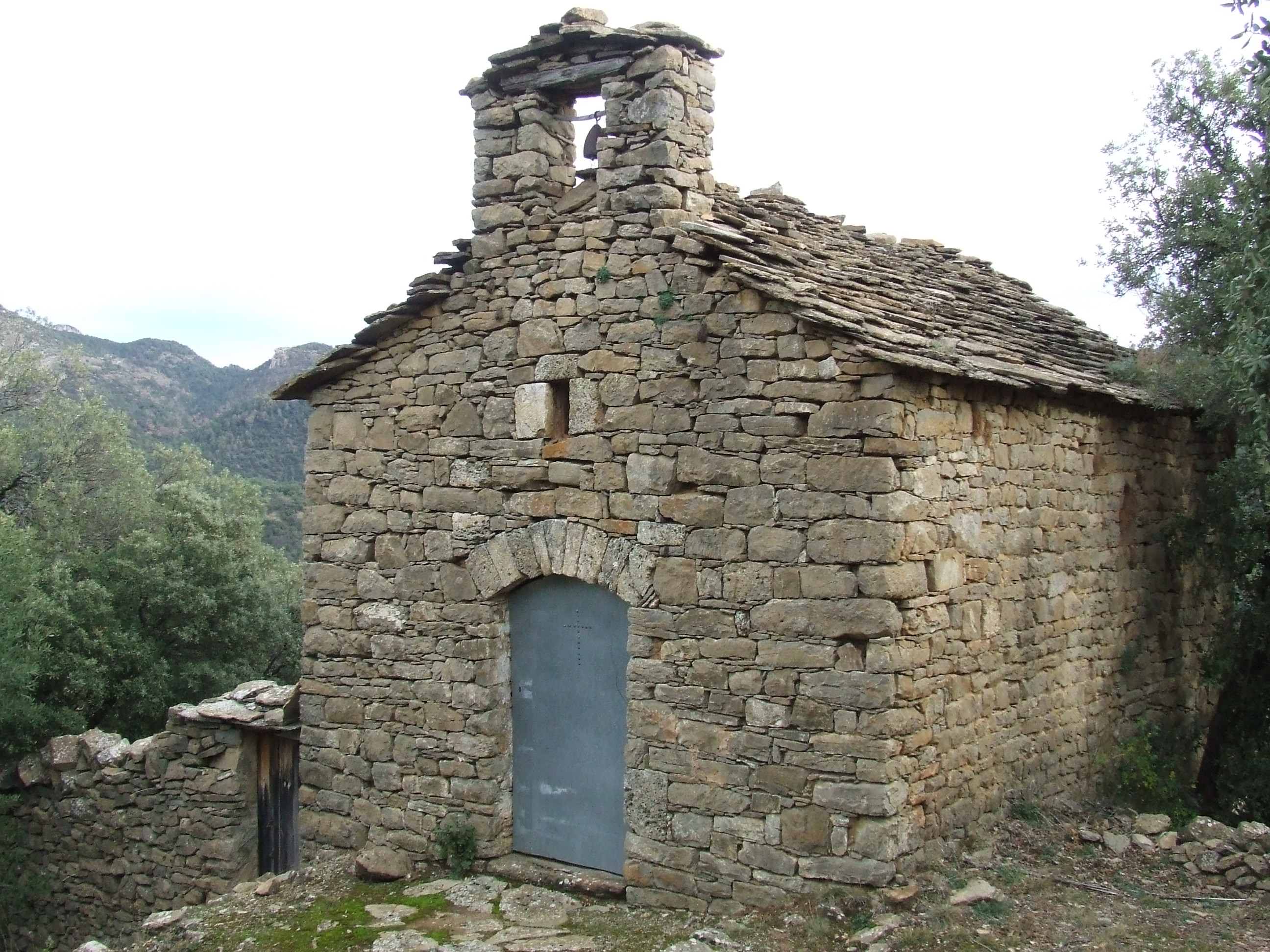
Vinzenzkirche in La Boixols
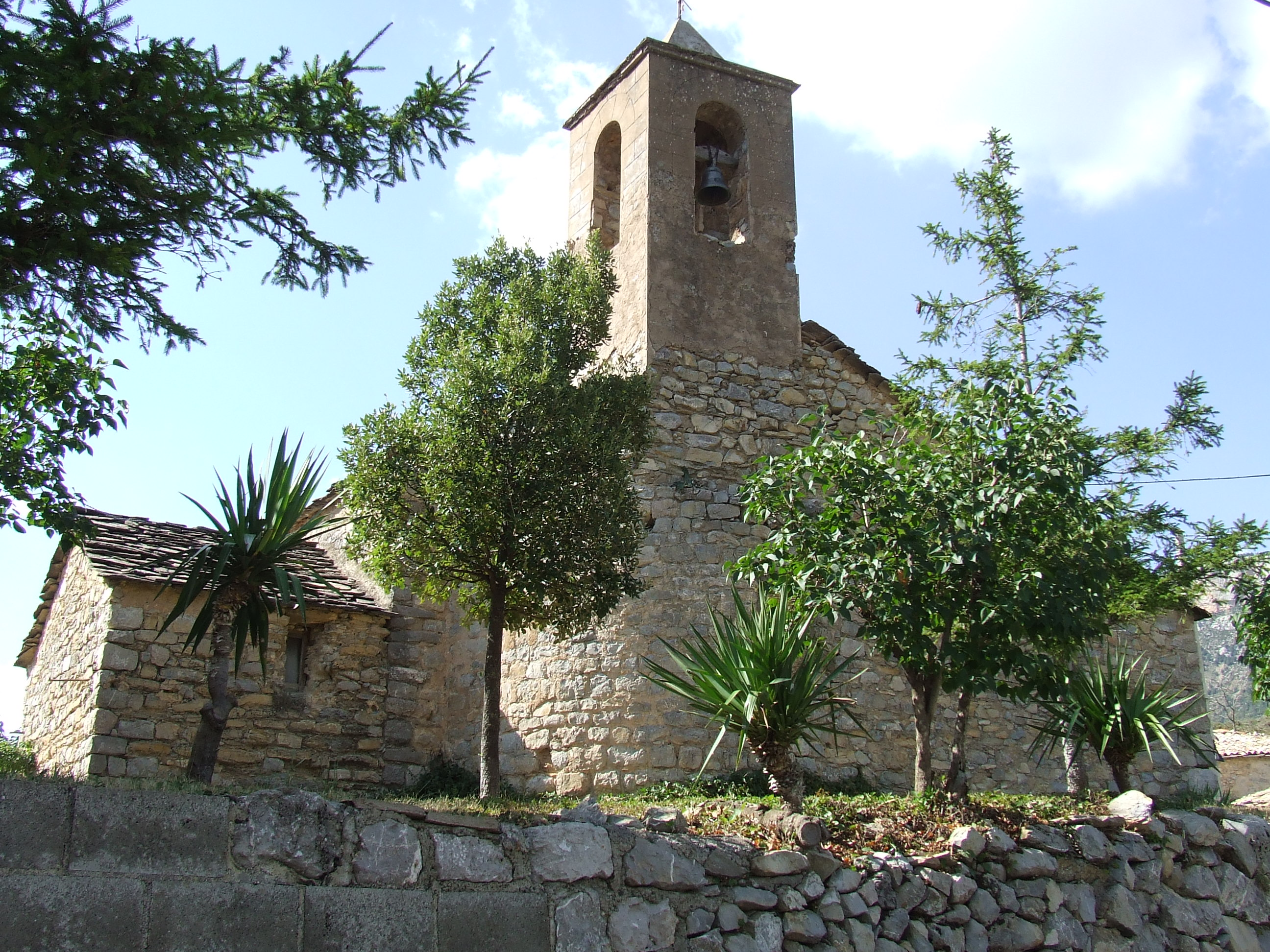
Stephanuskirche
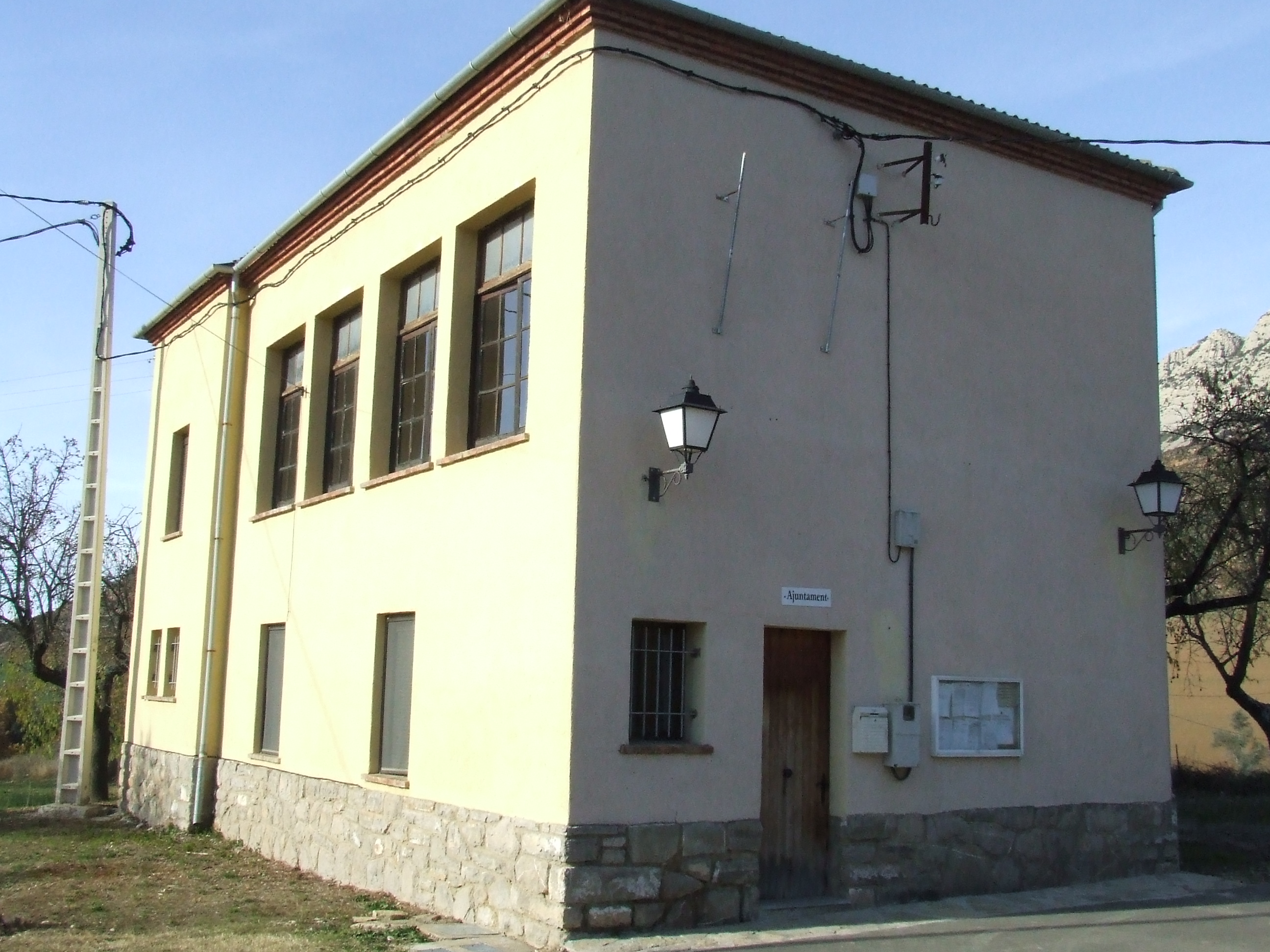
Antoniuskapelle

- Burgruine von Boixols
- Burgreste von Faidella
- Burgruine von La Rua
- Burgruine von Sant Agustí
- Antoniuskapelle
- Vinzenzkirche
- Rathaus und Schule